# Patricia Gentili-Poole
Patricia Gentili-Poole (...) è un'entomologa statunitense.
Laureatasi in zoologia presso l'Universidad Nacional de La Plata, Argentina, lavora presso il dipartimento di entomologia del National Museum of Natural History di Washington. ove si occupa dei progetti di digitalizzazione relativi ai dati sulle collezioni entomologiche. Si occupa da tempo in particolar modo dei Lepidoptera, e in passato ha collaborato con Donald R. Davis riguardo allo studio della famiglia Andesianidae. Suoi ambiti di ricerca sono anche i Cossoidea, i Crambidae, i Geometridae e gli Hepialidae.

## Opere (elenco parziale)
- Szczepanowska, H., F.W. Shockley, D.G. Furth, P. Gentili, D. Bell, P.T. DePriest, M. Mecklenburg, and C. Hawks. 2013.  Effectiveness of entomological collection storage cabinets in maintaining stable relative humidity in a historic museum building.  Collection Forum 27(1): 43-53.
- Miller, J., Matthews, D., Warren, A., Solis, M.A., Harvey, D., Gentili-Poole, P., Lehman, R., Emmel, T. and Covell, C. 2012. An annotated list of the Lepidoptera of Honduras. Insecta Mundi, 0205: 1-72.
- Davis, D.R., P. Gentili-Poole and C. Mitter. 2008. A revision of the Cossulinae of Costa Rica and cladistic analysis of the world species (Lepidoptera: Cossidae). Zoological Journal of the Linnean Society 154: 222-277.
- Gentili, P. 2004. Hepialidae pp: 4-6. Cossoidea pp: 91-93 In: Pastrana, J. A. Los Lepidópteros argentinos. Sus plantas hospedadoras y otros sustratos alimenticios. Braun, K.; G. Logarzo; H. A. Cordo & O. R. Di Iorio (coordinadores). Sociedad Entomológica Argentina, Buenos Aires. viii + 334 pp.
- Davis, D.R. & P. Gentili 2003. Andesianidae, a new family of monotrysian moths (Lepidoptera: Andesianoidea) from austral South America. Inv.Syst., 17:15-26.
- Solis, M.A. & P. Gentili 2000. A new species of Omiodes Guenée from South America (Pyraloidea: Crambidae). Jnl.Lep.Soc., 54(2):72-75.
- Edwards, E.D., P. Gentili, M. Horak, N.P. Kristensen & E.S. Nielsen. 1999. The Cossoid/Sesioid Assemblage pp:181-197 in: N.P.Kristensen (ed.) Handbook of Zoology. Vol.4 (Insecta) Lepidoptera.
- Gentili, P. & M.A. Solis 1998. Checklist and key of the New World species of Omiodes Guenée with descriptions of four new Costa Rican species (Lepidoptera: Crambidae). Ent.scand., 28:471-492.
- Poole, R.W. & P. Gentili (eds.) 1996-1997. Nomina Insecta Nearctica. A Check List of the Insects of North America. 4 Volumes and 1 CD-ROM. Entomological Information Services. Rockville. 3,494 pp.
- Gentili, P. 1995. Revisión Sistemática del género Acousmaticus Butler, 1882 (Lepidoptera: Cossidae). Acta Ent.Chilena, 19:21-29.
- Gentili, P. 1989[1986]. Revisión Sistemática de los Cossidae (Lepidoptera: Ditrysia) de la Patagonia Andina. Rev.Soc.Ent.Arg., 45(1-3):3-75.
- Gentili, M. & P. Gentili 1988. Lista comentada de los insectos asociados a las especies sudamericanas del género Nothofagus. Monogr.Acad.Nac.Cs.Exactas, Físicas y Naturales de Buenos Aires, 4:85-106.
- Gentili, P. 1988. Análisis de la distribución geográfica de Cossidae (Lepidoptera: Ditrysia) de la Patagonia Andina. Rev.Chil.Hist.Nat., 61:191-198.
- Gentili, P. 1983. Summary, in: The Ghost Moths of Southern South America (Lepidoptera: Hepialidae) by E.S.Nielsen & G.Robinson. Entomonograph, 4:114-127, 186-187.